# Rockville (Metro de Washington)
Rockville es una estación en la línea Roja del Metro de Washington y es administrada por la Autoridad de Tránsito del Área Metropolitana de Washington, también es estación de la línea Brunswick del MARC Train y de Capitol Limited de Amtrak. La estación se encuentra localizada en Derwood, en el condado de Montgomery, Maryland en Somerville Drive cerca de la Ruta de Maryland 355.

## Enlaces externos

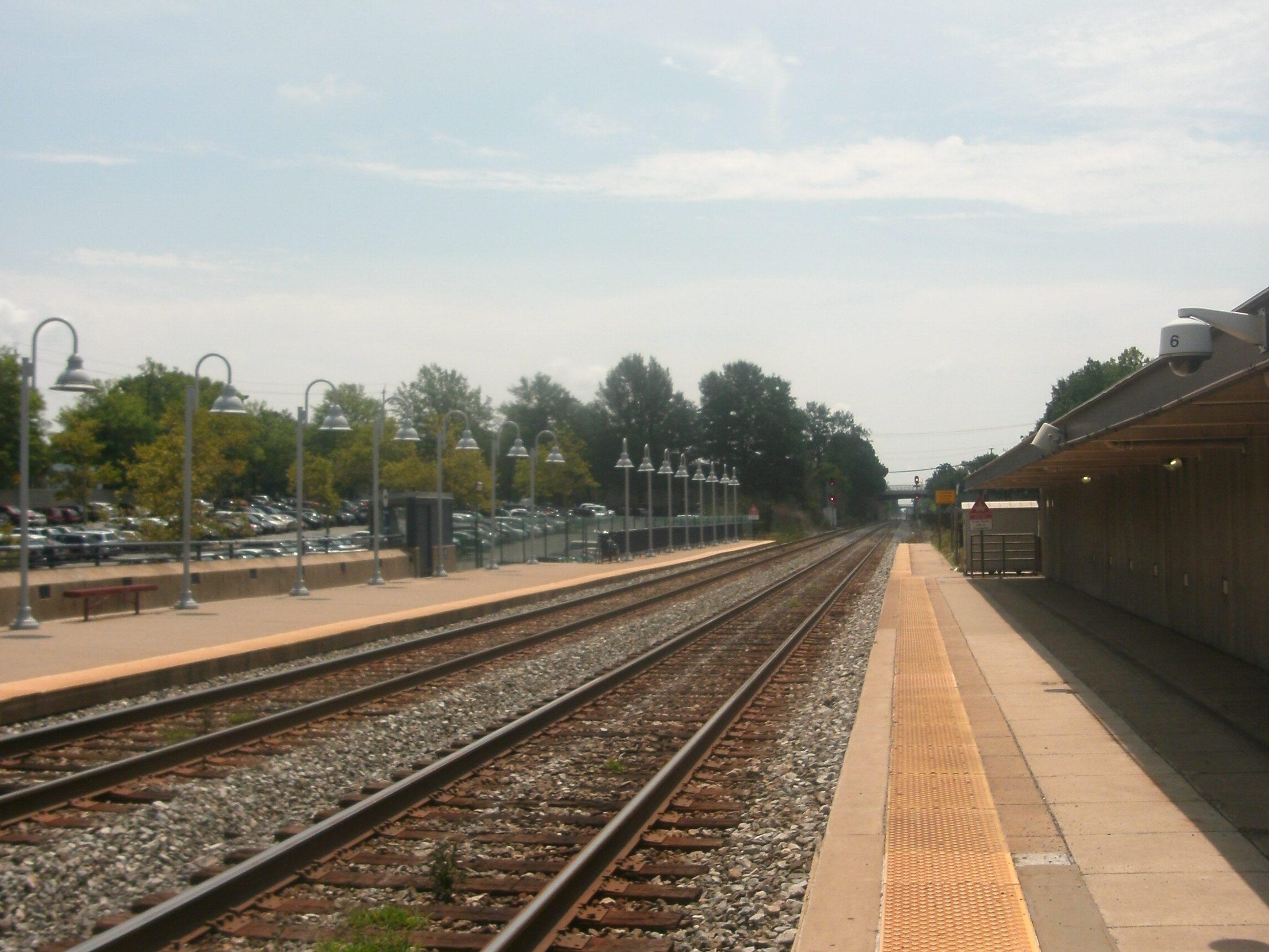
Plataformas del MARC Train.

## Atracciones
- Rockville Town Center